# Llengües Chokwe-Luchazis
Les llengües chokwe-luchazis són un subgrup de llengües bantus centrals que han estat codificades com que formen part de la zona K.10 per la classificació de Guthrie. Segons Nurse & Philippson, formen un node lingüístic.
Les llengües chokwe-luchazis són: el chokwe, el luvale, el lucazi, el mbunda, el nyengo, el nyemba, el yauma, el mbwela i el luimbi. El chokwe és una de les llengües nacionals d'Angola. La llengua ngangela és una forma estàndard d'una barreja entre el luvale, el luchazi, l'mbunda i el luimbi i també és considerada llengua nacional d'aquest estat.